# یواس‌اس تیتوم (دی‌ئی-۷۸۹)

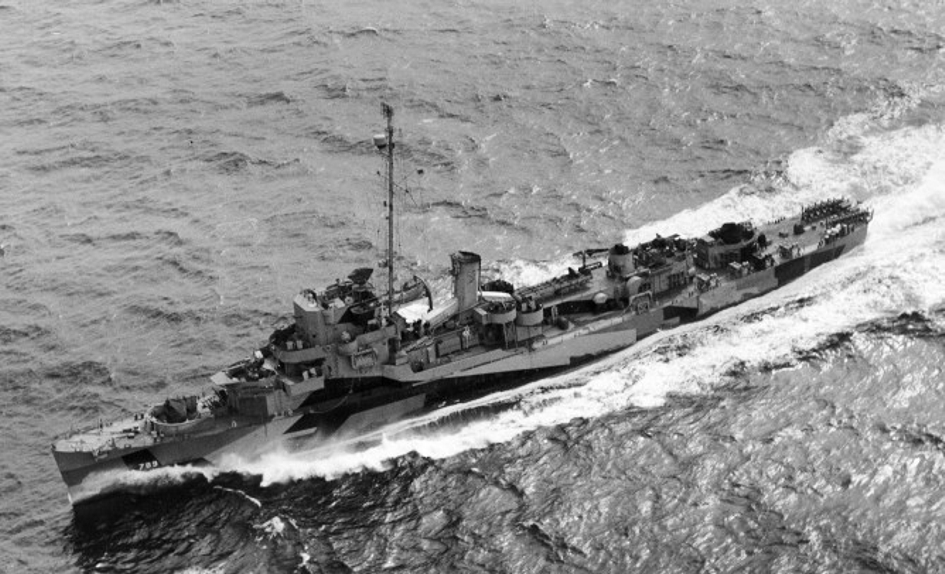
ناوشکن نیروی دریایی ایالات متحده یو‌اس‌اس تیتوم (DE-789) را در ۲۵ فوریه ۱۹۴۴ در اقیانوس اطلس اسکورت کرد و در مسیر نورفولک، ویرجینیا (ایالات متحده آمریکا). او و یو‌اس‌اس بوروم (DE-790) در حال اسکورت ناو اسکورت یو‌اس‌اس کسان بای (CVE-69) به سمت شمال بودند. آنها در روز گذشته برای رها کردن سه پرونده پزشکی در پایگاه عملیاتی دریایی گوانتانامو، کوبا متوقف شده بودند. تاتوم در استتار Measure 32، Design 11D نقاشی شده است.

یواس‌اس تیتوم (دی‌ئی-۷۸۹) (به انگلیسی: USS Tatum (DE-789)) یک کشتی بود که طول آن ۳۰۶ فوت (۹۳ متر) بود. این کشتی در سال ۱۹۴۳ ساخته شد.